# Michail Matkovskij
Michail Alekseevič Matkovskij (in russo Михаил Алексеевич Матковский?; San Pietroburgo, 13 ottobre 1903 – Mago, 1968) è stato un politico russo, esponente dell'Emigrazione Bianca tra i fondatori del Partito Fascista Russo.

## Biografia
Era figlio di Aleksej Filippovič Matkovskij, generale dell'esercito imperiale russo e del movimento dai bianchi. Nel 1917 entrò nel Corpo dei cadetti di San Pietroburgo, e tra il 1918 e il 1920 studiò a Omsk presso la Scuola siberiana per cadetti, laureandosi nel 1921 a Vladivostok ed entrando poi nell'esercito come volontario. L'8 giugno 1920 suo padre fu fucilato dai bolscevichi, quindi insieme alla madre e ai due fratelli emigrò ad Harbin, dove dal 1926 al 1932 fu studente del dipartimento di economia della Facoltà di Giurisprudenza di Harbin. Studiò anche all’Istituto politecnico di Harbin, presso il quale si laureò nel 1928.
Dopo gli studi insegnò in un istituto tecnico cinese, lavorò come ingegnere in una società di costruzioni e fu capo del dipartimento di gestione russo presso la Ferrovia Orientale Cinese. Fu una figura attiva nell'Ufficio dei rifugiati bianchi nell'impero della Manciuria, per il quale fu capo del 3° dipartimento.
Nel 1945, quando l' Armata Rossa occupò la Manciuria, molti rifugiati bianchi fuggirono da Harbin, ma Matkovskij rimase a collaborare con le autorità sovietiche, in particolare trasmettendo informazioni sulle missioni giapponesi. Nel 1946 fu testimone al Processo di Tokyo, fu internato in Unione Sovietica e fu condannato a 25 anni per attività antisovietiche. La durata della reclusione fu successivamente ridotta a 12 anni e nel 1958 Matkovskij fu rilasciato e riabilitato.
Dopo il suo rilascio visse a Chabarovsk e continuò a collaborare con i servizi speciali sovietici. Lavorò presso l'Assessorato regionale ai prodotti industriali e alimentari, e nel 1964 si trasferì nel villaggio di Mago, nel Territorio di Chabarovsk, dove lavorò per Exportles.

## Vita privata
Si sposò due volte, dapprima nel 1930 con Agrippina Georgievna Smirnova, dalla quale ebbe una figlia di nome Tat'jana (1930), poi nel 1959 quando, dopo aver appreso della morte della sua prima moglie da sua figlia, sposò Zoja Kirillovna. La seconda moglie aveva avuto due figli dal suo primo matrimonio, Vladimir e Natal'ja.